# 清水船越堤公園
清水船越堤公園（しみずふなこしづつみこうえん）は、静岡県静岡市清水区にある総合公園。日本平の北東側麓に位置する桜の名所。

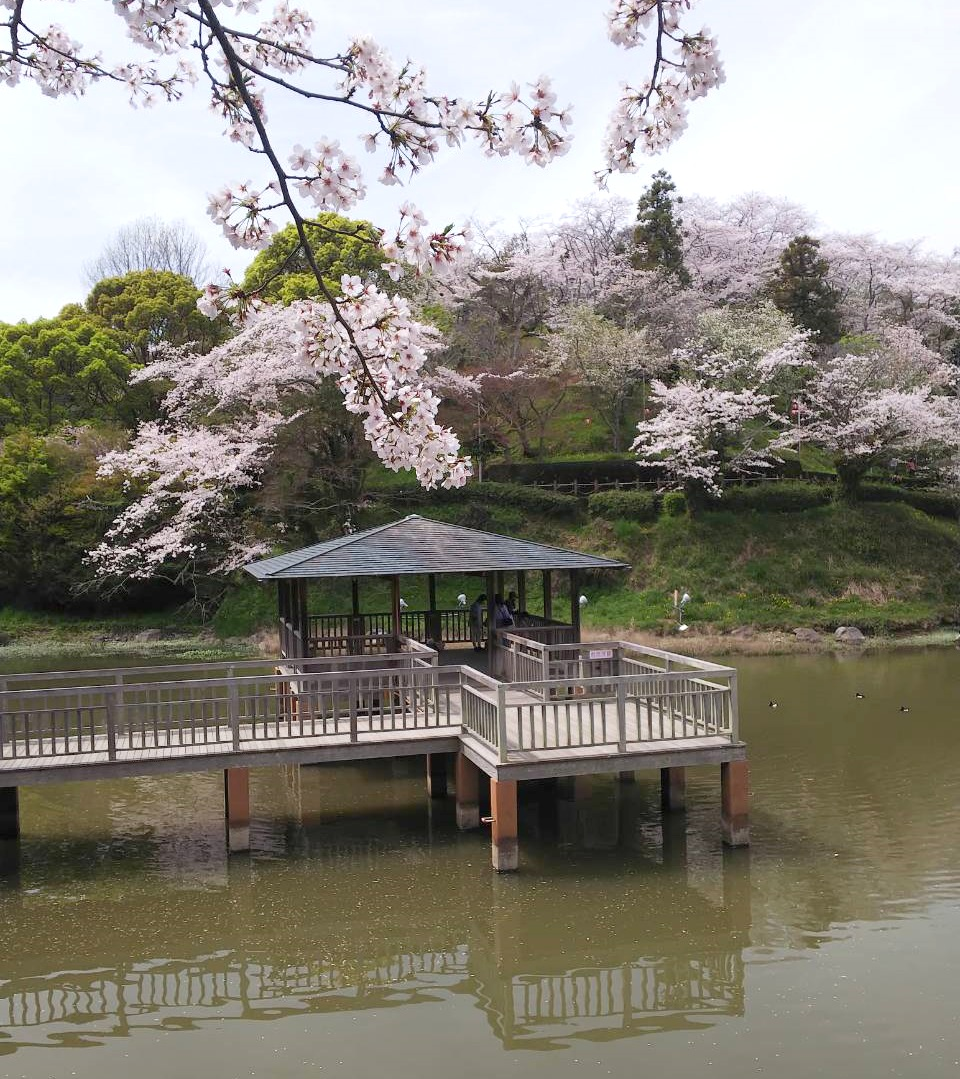
清水船越堤公園の夫池と水上四阿

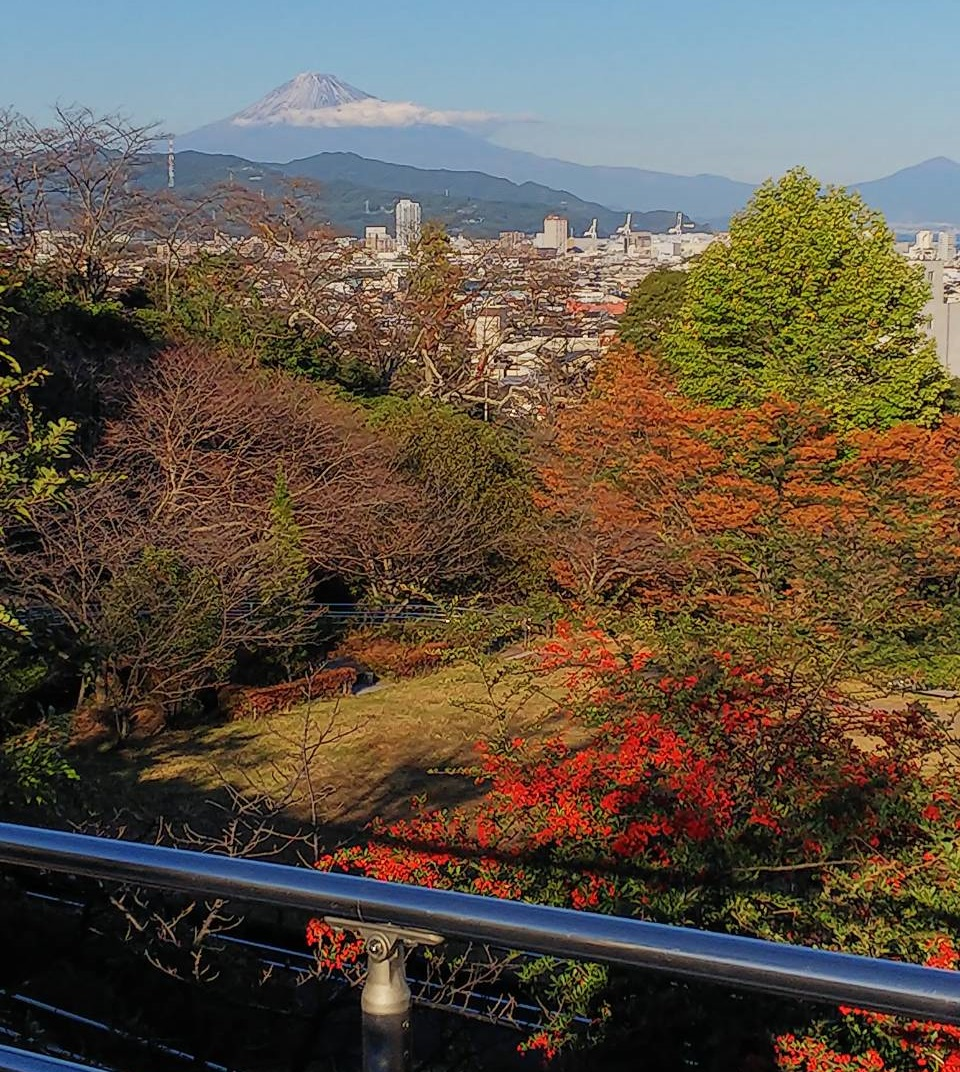
清水船越堤公園の紅葉と富士山

## 概要
都市公園であり都市基幹公園（近隣公園）に分類される。有度山の斜面に作られていて階段状に広場がある。トイレは茶室以外で4か所設置されている。
3月下旬から4月上旬ごろにソメイヨシノの花見ができる。桜の時期のみライトアップがされ夜桜も見られるが、夜9時または10時には消灯される。また北側にはモミジもあり秋には紅葉が見られる。
夫池（おいけ）、婦池（めいけ）があり二つ合わせて夫婦池と呼ばれている。池で釣りはできるがルアー使用は禁止となっている。
東側斜面なので上に登ると富士山、愛鷹山、清水港、清水区市街地、三保半島、駿河湾、伊豆半島までが一望できる。夜景スポットでもある。
最上部にも出入り口があり、日本平へのハイキングコースに繋がっている。
昆虫の観察会、地層と野鳥の自然観察会、バードウォッチング、森で遊ぶ会なども行われている。

## 名称
通称「船越公園」「船越堤」。

「清水船越提公園」と誤字されることがあるが提(手偏)ではなく堤(土偏)が正しい。
「静岡県の公共サイン等に記載する地名・施設名等の英語名称」のCSVによれば「づつみ」であり「Zutsumi」となっている。
しかしながら、読み仮名も資料やサイトにより「つつみ」と「づつみ」で揺れがある。
英語表記でも「Tsutsumi」、「Zutsumi」となっている。

## 施設・設備
1段目
イベント広場。エントランス、夫池、管理棟、トイレ、自動販売機。夫池の周りは一周できる遊歩道がある。また池には桟橋、水上四阿が設置されている。
2段目
ふれあい広場。1段目から3段目まで直線階段がありスロープも併設されている。子供用遊具と芝生広場がある。
3段目
中央広場。屋根付きの野外ステージ、広場、トイレ、自動販売機、四阿など。2羽のトリのモニュメント彫刻『讃歌』重岡建治作がある。「ワシントン・ポトマック河畔の里帰り桜」である薄寒桜が植樹されている。
4段目
トリム広場。3段目との間に斜面を利用したやや大型の滑り台が設置されている。上にはアスレチックがある。
北側
東側入り口付近の下側から順に、婦池、せせらぎの小川、幼児広場、茶室「静心亭」、最上部には星の広場天文台がある。北東の婦池を過ぎた入口付近に、2体の少女像が向かい合う彫刻『森のはなし』堤直美作が設置されている。星の広場には「北極星がのぞける石」、12星座の石椅子のようなオブジェもある。
茶室は、有料で貸し出ししている。

## 通年イベント
1月下旬土曜日　有度山トレイルランニングミニレース
船越堤公園を中心に約5kmと約9kmのミニレース。
3月下旬から4月上旬　サクラ
桜の開花に合わせてライトアップ、閉園が22:00になる。
4月下旬から5月上旬　こいのぼり
清水羽衣ライオンズクラブによる、こいのぼり設置。
なお設置台は2段目の階段付近にある。
11月上旬日曜日　船越地区ふれあい祭り
ステージでのダンスや小学生の絵の展示などが行われる。
毎月第3土曜日
星の広場天文台、星の定例観望会。

## 歴史
古く戦前から船越の堤、夫婦池があった。太平洋戦争中に防空壕が掘られ、跡の穴が1995年頃まで残っていた。
昭和初期に桜が植えられた。旧清水市の市制50周辺記念事業として1975年（昭和50年）に工事を開始し1988年（昭和63年）に完成。当初の名称は船越堤公園で静岡市との合併により清水船越堤公園に改称された。
2025年（令和7年）5月にリニューアルオープンし、カフェスタンド「そらのくじら」がオープンすることとなった。市は今後、隣接している清水船越老人福祉センター、船越生涯学習交流館と連携して運用していくと説明している。

## 沿革
- 詳細不明　船越の堤、夫婦池。
- 昭和初期　サクラの植樹。
- 1975年　公園、工事開始。
- 1988年　「船越堤公園」が完成。
- 1991年　彫刻『讃歌』設置。
- 2003年4月　旧清水市が静岡市と合併、静岡市清水になり「清水船越堤公園」と改称。
- 2003年　夫池の桟橋、水上四阿が完成[29]。
- 2005年4月　政令指定都市移行、静岡市清水が清水区に改称。
- 2021年6月　トラム広場の木製遊具を複合遊具に更新[30]。

## エピソード
2023年1月1日の日本テレビのバラエティー番組『ザ!鉄腕!DASH!!』で「2人乗り自転車200コギで海までたどり着けるか？」の静岡日本平編では、城島茂と井ノ原快彦ペアの自転車が、船越堤公園でPRの旗を発見「桜越しに富士山が見えるんや」とPRポイントをアピールした。

## アクセス
- JR東海 東海道本線 草薙駅南口・静岡鉄道 静岡清水線 草薙駅、しずてつジャストライン 三保草薙線バスで約20分、または静岡鉄道 静岡清水線 狐ヶ崎駅から同じバスで約10分、「船越南」降車、西へ徒歩10分。
- JR東海 東海道本線 清水駅からの船越堤公園線のバスは2017年3月25日をもって廃止。
- 車では東名高速道路 清水ICから南西へ約20分約6km。

## 周辺施設
- 静岡市立清水船越小学校
- 清水船越老人福祉センター - 夫池に隣接。
- 船越生涯学習交流館 - 夫池に隣接、2024年に建て替えられた。

## 清水区内の大きな公園
- 秋葉山公園 (静岡市) - 2008年完成
- 清水日本平運動公園 - 日本平スタジアム（運動公園）
- 日本平公園→日本平山頂
- 清水忠霊塔公園

## 参考資料
- 清水船越堤公園 静岡市観光ガイド『駿河湾★百景』
- 清水船越堤公園 子連れママのための子育て情報サイト - mamasky(ママスキー)

### 公的機関
- 清水船越堤公園 【公式】静岡のおすすめ観光スポット／駿府静岡市
- 静岡市いきもの散策マップ 静岡市
- 公園：静岡市公式ホームページ 市内の公園一覧
- 静岡市清水船越老人福祉センター
- 船越 生涯学習交流館 | 静岡市清水区生涯学習交流館